# Foneria
|  | Per a altres significats, vegeu «estació de Foneria». |

La foneria és la indústria o una fàbrica on es treballaven els metalls pel procediment de colar metalls i aliatges fosos en motlles per obtenir la forma desitjada.

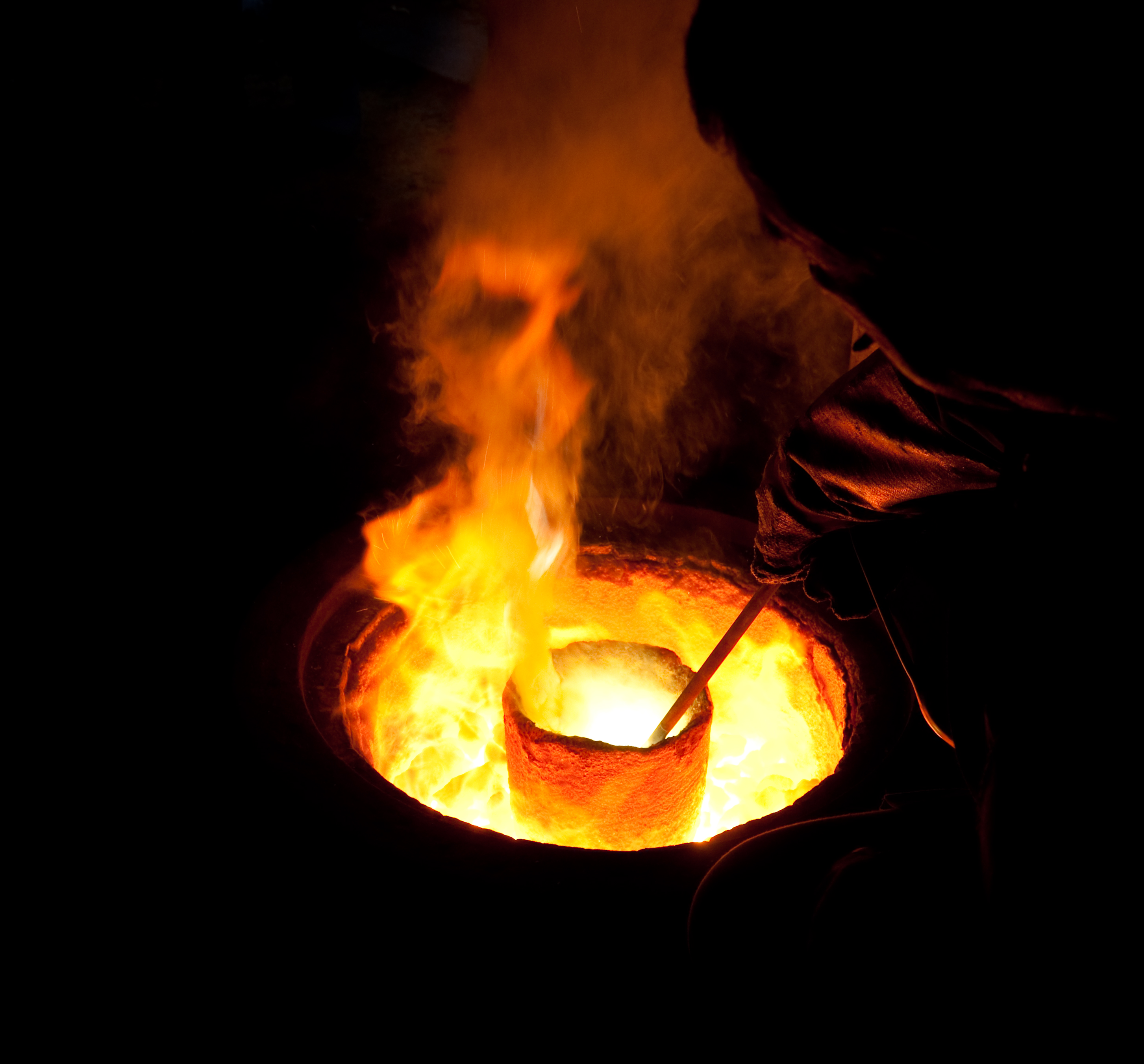
La fosa de metall en un cubilot per la foneria manual

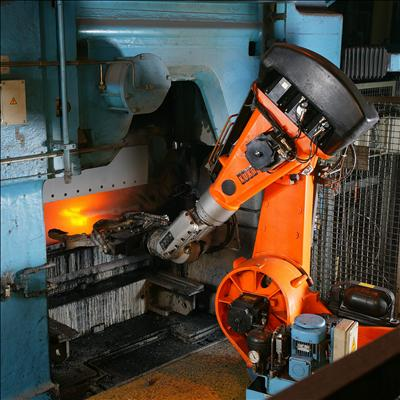
Robot de foneria

Existeix en una forma artesanal o artística, com per fer peces úniques estàtues, campanes o prototips en petites sèries, i en una forma industrial força automatitzada en gran nombres, com per exemple els blocs dels motors de combustió. Abans l'ús del carbó i altres combustibles fòssils, i els forns elèctric més moderns, la indústria necessitava molt carbó vegetal i això va ser un factor important en la desforestació de moltes zones. En la foneria contemporània, es fa encara fosa de ferro colat al cubilot com que és energèticament més rendible que el forn elèctric d'inducció. El sistema de depuració de fums ans al contrari és molt més car al cubilot que al forn elèctric.